# Протесты в Молдове (2015—2016)
Протесты в Молдавии начались 27 марта 2015 года. Тогда был впервые организован массовый митинг против нынешнего правительства, далее было ещё несколько подобных митингов. 6 сентября оказался самым массовым из них. 10 сентября 2015 года один из лидеров протестующих заявил, что они не покинут центральную площадь Кишинёва, пока правительство Молдавии не уйдёт в отставку. 29 октября прошло голосование за отставку правительства. Было принято решение об отставке премьер-министра Молдавии Валерия Стрельца. После этого количество участников акций протеста стало постепенно уменьшаться, а в начале 2016 года они и вовсе прекратились.

## Предпосылки
Главным катализатором недовольства стала пропажа одного миллиарда евро из трёх социальных банков Молдавии, где также хранились деньги пенсионеров. К другим причинам негодования можно отнести общую тяжелую экономическую ситуацию, избирательное правосудие, медленный процесс евроинтеграции страны.

## Развитие событий

### Апрель — сентябрь 2015

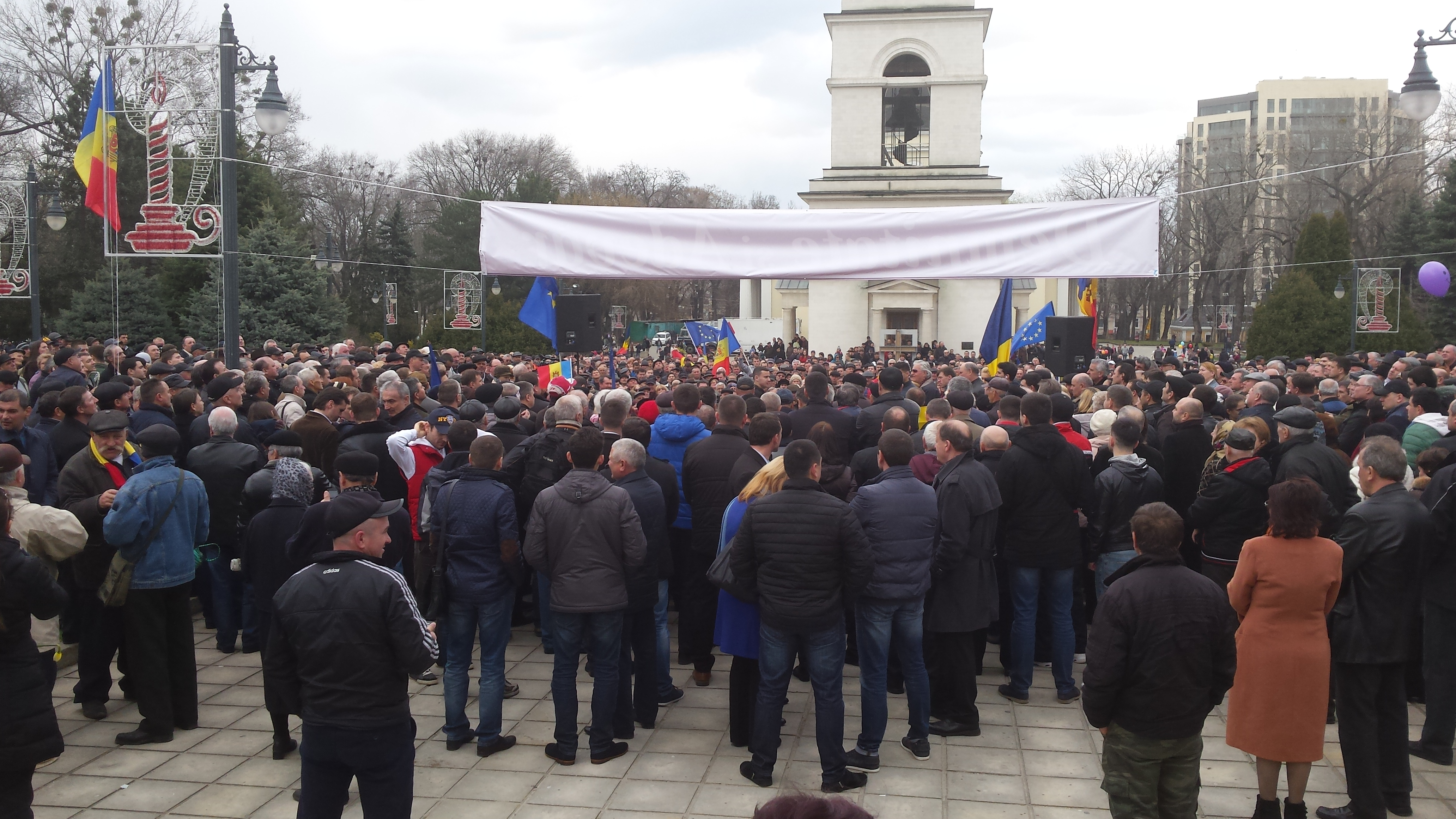
Демонстрация «Достоинства и правды», 5 апреля

- 5 апреля 2015 года в Кишинёве прошел первый митинг против коррупции во власти, организованный Гражданской платформой «Достоинство и правда». В акции протеста приняли участие около 4 тысяч человек. Протестующие требовали расследования беспорядков 7 апреля 2009 года, расследование дела о пропавшем миллиарде евро из 3-х банков страны (Banca de Economii, Banca Socială и Unibank) и улучшения уровня жизни.
- 3 мая в Кишиневе состоялся антиправительственный митинг, в котором приняли участие, по разным оценкам, от 10 до 50 тысяч человек. Протестующие требовали отставки правительства и глав всех правоохранительных структур, а также привлечения к ответственности виновных в коррупции и хищении средств из банковской системы страны.
- 6 июня премьер-министр Кирилл Габурич направил петицию президенту и парламенту, в которой пригрозил своей отставкой и объявил, что «вся финансовая система Молдовы находится в осаде, а ряд финансовых учреждений находятся в опасности». В письме, адресованном президенту, председателю парламента и депутатам, Кирилл Габурич потребовал в течение месяца уволить все руководство Генеральной прокуратуры, Национального банка, а также Национальной комиссии по рынку ценных бумаг. 12 июня Кирилл Габурич подал в отставку.
- 5 июля около 30 тысяч человек, согласно данным организаторов, собрались на площади Великого национального собрания в Кишиневе, требуя объединения Румынии и Молдовы. Участники скандировали лозунги унионизма и символически проголосовали за объединение. Организаторами акции выступили платформа «Acţiunea 2012 (Действие 2012)» и движение «Молодежь Молдовы».
- 30 июня Парламент Республики Молдова утвердил Валерия Стрельца на должность премьер-министра. Его кандидатуру поддержали 52 депутата из фракций либерал-демократов, демократов и либералов.

### Сентябрь 2015 — январь 2016

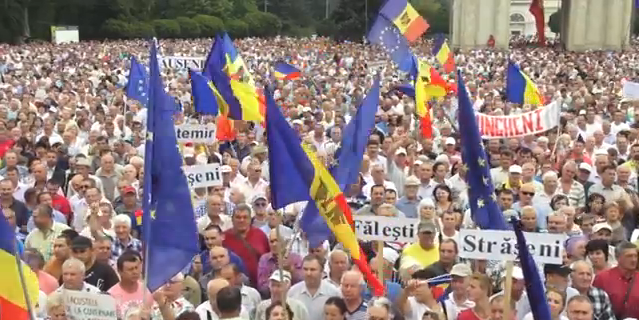
Великое национальное собрание, 6 сентября

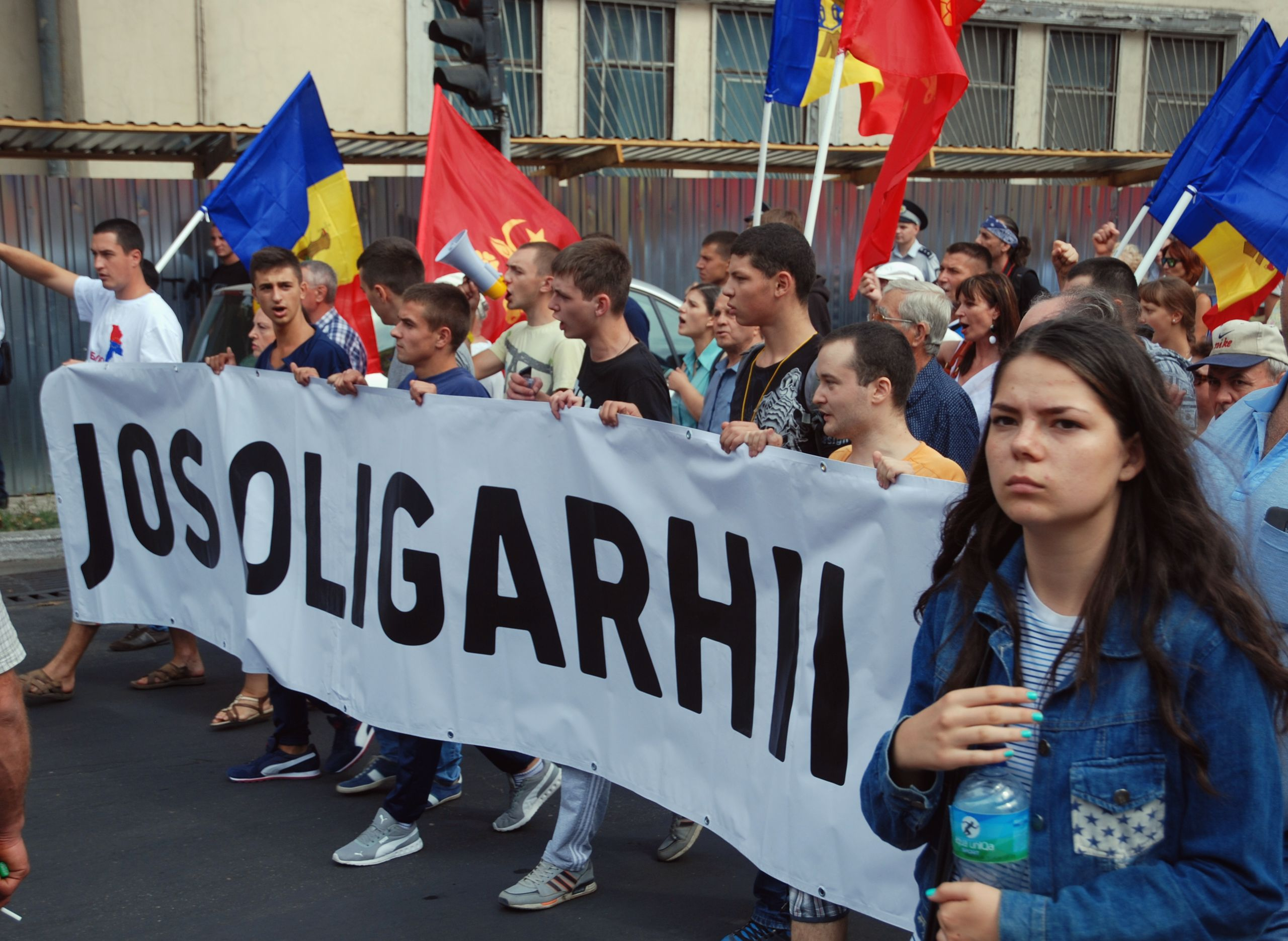
Протест 6 сентября

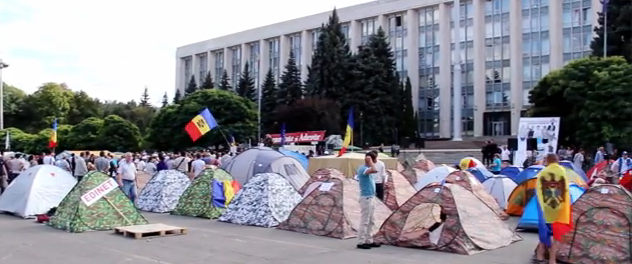
палаточный городок «Достоинство и правда»

- 6 сентября в Кишинёве состоялась массовая акция протеста, названная Великим национальным собранием, в которой приняли участие, по разным оценкам, от 50 до 100 тысяч человек. Протестующие выдвинули политические требования и заявили, что в дальнейшем протест будет проходить в режиме «нон-стоп». Вечером на центральной площади Кишинева рядом с домом правительства был возведён палаточный городок «Достоинство и правда», протестантам приносят еду и воду. Порядок в городе поддерживается протестующими и полицией.
- 6 сентября на площади рядом с Генеральной прокуратурой митинговали сторонники партии «Партия «Наш дом — Молдова»», которые перед этим прошли маршем по центральным улицам Кишинева в здание прокуратуры. Во время пикетирования Прокуратуры состоялись небольшие стычки протестующих с полицией, в ходе которых были задержаны организаторы протеста: лидер «Красного блока» Григорий Петренко и активисты движения «Антифа» Павел Григорчук и Михаил Амерберг.
- 7 сентября количество установленных палаток достигла 100, в палаточном городке развернуто место питания.
- 13 сентября состоялась очередная акция протеста.
- 27 сентября в центре Кишинёва состоялось массовое шествие тремя колоннами сторонников Партии социалистов и «Нашей партии». Участники протеста требуют досрочных парламентских выборов, отставки президента и проведения всенародных выборов главы государства, изменения руководства силовых структур, возвращения украденного миллиарда евро.
- 15 октября большинство депутатов парламента Молдовы проголосовали за снятие с бывшего премьер-министра Владимира Филата депутатской неприкосновенности после соответствующей просьбы генерального прокурора Корнелия Гурина. Затем, Владимир Филат объявил об уходе с поста руководителя Либерал-демократической партии Молдовы (ЛДПМ); и. о. председателя партии стал действующий премьер-министр Валерий Стрелец. В здании парламента сотрудники правоохранительных органов задержали Филата, после чего он был доставлен в здание Национального центра по борьбе с коррупцией, где был помещён в следственный изолятор на 72 часа.
- 18 октября суд принял решение об аресте Владимира Филата на 30 дней.
- 23 октября в аэропорту Кишинёва был задержан лидер «Нашей партии» Ренато Усатый по подозрению в незаконном прослушивании телефонных разговоров. Генеральная прокуратура задержала его на 72 часа.
- 25 октября суд освободил из-под стражи Ренато Усатого.
- 29 октября правительство Валерия Стрельца было отправлено в отставку голосами оппозиционных Партии социалистов и Партии коммунистов, а также правящей Демократической партии.

В течение ноября 2015—января 2016 года проевропейскими партиями в парламенте Молдовы были предприняты попытки сформировать новое парламентское большинство. В переговорах приняли участия представители Либерально-демократической, Демократической, Либеральной партии, а также независимые депутаты группы Юрия Лянкэ и, с 21 декабря, 14 депутатов, покинувшие Партию коммунистов. Однако Либерально-демократическая и Демократическая партии не сумели договориться, какая из двух политических сил обладает правом выдвигать представителя на должность премьер-министра. Позиция ЛДПМ основывалась на результатах парламентских выборах 2014 года, согласно которым больше всех голосов из проевропейских партий набрали именно либерал-демократы. В то же время Демократическая партия отстаивала идею о том, что этим правом обладает партия, располагающая наибольшим количеством мест в Парламенте.
21 декабря президент Республики Молдова Николай Тимофти выдвинул Иона Стурза кандидатом в премьер-министры. В представленном 3 января списке кандидатов на должности министров 8 кандидатов были беспартийными, 3 — от Либерал-демократической партии Молдовы, 2 — от Гражданской платформы «Достоинство и правда», по 1 — от Либеральной, Демократической и Европейской народной партий.
4 января было назначено заседание парламента о выражении вотума доверия правительству Иона Стурза. В заседании приняли участие 47 депутатов от ЛДПМ, ДПМ, ЛП и группы Лянкэ. Из-за отсутствия кворума, председатель парламента объявил, что попытка избрать правительство считается проваленной.

### Январь 2016
- 13—14 января представители Демократической партии дважды выдвинули кандидатом в премьеры первого заместителя председателя ДПМ, олигарха Владимира Плахотнюка. Президент дважды отклонил его кандидатуру.
- 14 января в центре Кишинёва собрались десятки тысяч человек, протестующие против назначения олигарха Влада Плахотнюка на пост премьер-министра. Организаторами протестов стали Гражданская платформа «Достоинство и правда», Партия социалистов и «Наша партия» Ренато Усатого.
- 15 января президент Республики Молдова Николай Тимофти выдвинул генерального секретаря Президентуры Иона Пэдурару[рум.] кандидатом в премьер-министры.
- 16 января:
  - Ион Пэдурару отозвал свою кандидатуру в связи с формированием парламентского большинства. Президент Республики Молдова отменил декрет о назначении Пэдурару кандидатом в премьеры и назначил на его место представителя Демократической партии, и. о. министра информационных технологий и связи Павла Филипа, поддержанного 56 депутатами (20 депутатов ДПМ, 14 депутатов экс-коммунистов, 13 депутатов ЛП, 8 депутатов ЛДПМ И 1 депутат ЕНПМ).
  - Гражданская платформа «Достоинство и правда», Партия социалистов и «Наша партия» продолжили массовые акции протеста с требованием провести досрочные парламентские выборы.

#### 20 января
По инициативе Гражданской платформы «Достоинство и правда», 20 января был проведён Гражданский форум, на который были приглашены оппозиционные партии и  общественные организации, а также граждане Республики Молдова, недовольные социально-экономической и политической ситуацией в стране. На форуме все политические партии, от проевропейских право-либеральных до пророссийских левых партий выразили желания, несмотря на политическую принадлежность, вместе протестовать против парламентского большинства и добиваться досрочных парламентских выборов.
Несмотря на то, что первоначально правительство Павла Филипа должно было предстать перед Парламентом 21 или 22 января, созванное постоянное бюро Парламента, по предложению парламентского большинства перенесли заседание на 20 января, 16:00. Был опубликован список кандидатов на должности министров, большинство из которых уже занимали должности министров и заместителей министров в предыдущих правительствах. Оппозиционные партии, в этом время проводившие Гражданский форум, объявили о всеобщей мобилизации своих сторонников.
В 16:00 началось заседание парламента, перед зданием которого собрались тысячи протестующих. В парламенте, помимо представителей парламентского большинства присутствовали депутаты от оппозиционной Партии социалистов и Европейской народной партии. Фракции ЛДПМ и ПКРМ объявили о своём неучастии в заседании. Тем временем демонстранты перед зданием парламента призывали президента Николая Тимофти аннулировать декрет о назначении Павла Филипа кандидатом в премьер-министры.
В ходе заседания парламента фракция социалистов потребовала объявить 3-х часовой перерыв, для того чтобы все депутаты, находившиеся за пределами столицы, смогли участвовать в заседании. Парламентское большинство отклонило предложение социалистов, которые в свою очередь заблокировали центральную трибуну. Представители Демократической партии Константин Цуцу и Константин Ботнарь вырвали из рук социалистов плакаты, угрожая, по заявлениям социалистов, физической расправой. Кандидат в премьер-министры был вынужден выступать, находясь в президиуме.
По предложению лидера Демпартии Мариана Лупу, парламентское большинство пропустило раунд вопросов-ответов, представление программы деятельности правительства, и перешло сразу к процедуре голосования. 57 голосами из 101 были утверждены Состав правительства и кандидатура премьер-министра Павла Филипа. Заседание парламента был объявлено закрытым через 20 минут после начала.
Сразу после утверждения правительства, протестующие пытались прорвать оцепление здания парламента, требуя аннулирования решения о назначении правительства. В здании были заблокинованы депутаты и журналисты, однако некоторые депутаты, премьер-министры и члены кабинета министров были выведены  через секретный выход. На лидера Либеральной партии Михая Гимпу, также пытавшегося покинуть парламент, протестующие напали возле кинотеатра «Патрия», с криками «Иуда!» пытались провести его по т.н. коридору позора. В ходе столкновений Михай Гимпу получил травму головы.
К 18:00 протестующие прорвали оцепление, продвинулись до заднего входа в парламент, оттеснили полицейских внутрь здания, пытаясь подручными средствами взломать дверь. Уже через 10 минут дверь была взломана, манифестанты отбирали у полицейских щиты, шлемы и выбрасывали документы. Полицейские применяли к протестующим слезоточивый газ. Ближе к 19:00 манифестанты прорвались до второго этажа здания парламента. Лидер платформы «Достоинство и правда» Андрей Нэстасе, лидер партии социалистов Игорь Додон и лидер «Нашей партии» Ренато Усатый, находясь возле входа в парламент, призвали протестующих покинуть здание.
После 20:30, около тысячи полицейских были приведены в Парламент, начали освобождать здание от протестующих. В ходе очередных столкновений с полицией пострадал один из лидеров платформы ДА Кирилл Моцпан. Постепенно, К 21:30 из здания вытеснили всех манифестантов, чтобы согреться, протестующие начали разводить костры возле Парламента.
Около полуночи было объявлено, что правительство Павла Филипа было приведено к присяге перед Президентом. На событии отсутствовали журналисты, также не были приглашены банкан Гагаузии Ирина Влах и президент Академии наук Георгий Дука.

#### 21 января
Оппозиционные партии 21 января призвали своих сторонников возобновить акции протеста на Площади Великого Национального Собрания. Представители Гражданской платформы «Достоинство и правда», социалистов, «Нашей партии» в очередной раз подтвердили свою солидарность в борьбе с правящим большинством вне зависимости от политических и геополитических предпочтений. Протестующие, под руководством Андрея Нэстасе, Игоря Додона и Ренато Усатого, направились к зданию национального оператора Moldtelecom, где потребовали вернуть трансляцию телеканала Jurnal TV. Затем манифестанты направились в сторону Конституционного суда. Фракция социалистов, от имени всех оппозиционных сил, опротестовала в Конституционном суде процедуру утверждения правительства и указ президента о назначении правительства под руководством Павла Филипа.
Встреча между представителями власти и оппозиции, инициированная по предложению председателя Парламента Андриана Канду. запланированная на 10:00 была перенесена на 15:00. Со стороны правящего большинства в переговорах приняли участие спикер парламента Андриан Канду, почетный председатель Демократической партии Дмитрий Дьяков и вице-председатель Либеральной партии Лилиан Карп, от имени протестующих выступили лидеры оппозиции Андрей Нэстасе, Игорь Додон и Ренато Усатый. Оппозиция потребовала аннулирование голосования от 20 января за правительство Павла Филипа, организацию досрочных парламентских выборов и национального референдума по всенародному избранию президента. Андриан Канду объявил о том, что парламентское большинство примет окончательное решение по требованиям оппозиции не позднее 12:00 22 января.

#### 22 января
22 января сторонники оппозиционных Партии социалистов, «Нашей партии» и платформы «Достоинство и правда» возобновили акции протеста в центре Кишинёва. Протестующие параллельно представители пророссийских партий возле здания Парламента с одной стороны и гражданской платформы «Достоинство и правда» на Площади Великого Национального Собрания с другой стороны к 12:00 воссоединились. К этому моменту истёк ультиматум, который оппозиция выдвинула властям на аннулирование парламентского голосования по избранию правительства Павла Филипа. Протестующие единой колонной двинулись на Телецентр, где провели акцию протеста у здания общественного телевидения «Молдова 1» с требованием объективно освещать протесты оппозиции.
В 14:00 лидеры оппозиции встретились с директором общественного телевидения «Молдова 1» Мирчей Сурду. Основное требование к общественному телевидению — объективное освещение событий, происходящих в стране. Директор «Молдова 1» Мирча Сурду согласился предоставить прямой эфир оппозиции в 14:30. Игорь Додон, Ренато Усатый и Василе Нэстасе объявили о продолжении акций протеста 24 января на Площади Великого Национального Собрания.
В 15:00 колонна протестующих подошла к Министерству обороны, требуя отставки министра Анатола Шалару, затем направилась в СИЗО № 13. Оппозиция потребовала освобождения из-под стражи «группы Петренко», членов которой называют политическими заключёнными. К 17:30 протестующие подошли к Министерству юстиции, где призывали зарегистрировать партию «Платформу Достоинство и правда». Лидер партии Андрей Нэстасе сообщил об отказе Министерства в регистрации партии. К 18:00 сторонники оппозиции вернулись на центральную площадь Кишинёва. Выступая перед митингующими, Игорь Додон сообщил, что Конституционный суд отклонил запрос Партии социалистов об аннулировании процедуры утверждения правительства и указ президента о назначении нового состава кабмина под руководством Павла Филипа.
Несмотря на то, что первоначально председатель Парламента Андриан Канду пообещал представителям оппозиции дать ответ на их требования в 12:00, его пресс-конференция состоялась только в 21:00. Канду сообщил, что, по результатам встреч с представителями парламентского большинства, принято решение не аннулировать голосование за правительство Павла Филипа и не поддерживать идею досрочных парламентских выборов. Глава парламента пригласил оппозицию на дальнейшие переговоры 25 января.
Либерал-демократическая партия, по итогам заседания парламентской фракции, исключила из рядов фракции 7 депутатов, поддержавших парламентское большинство и правительство, и объявила о поддержки акций протеста оппозиции.

#### 24 января
Первоначально, 24 января в центре Кишинёва должны были состояться две акции протеста, в поддержку и против правительства Павла Филипа, однако митинг в поддержку правительства был отменён. На Площади Великого Национального Собрания к 12:00 собралось, по разным данным, от 25 тысяч до 100 тысяч человек, требовавших немедленного роспуска Парламента и организации досрочных выборов. Многие из протестующих несли в руках хризантемы как олицетворение мирной борьбы с олигархическим режимом.
Протестующие на Площади Великого Национального Собрания  приняли резолюцию, в которой было указаны следующие требования: организация досрочных парламентских выборов не позднее апреля 2016 года, отставка руководства Национального банка, Генеральной прокуратуры, Центральной избирательной комиссии, Координационного совета по телевидению и радио, Общественной компании «Телерадио-Молдова», Службы информации и безопасности, Генерального инспектората полиции, министерства внутренних дел, Высшей судебной палаты, освобождение политзаключённых, регистрация министерством юстиции партии «Платформа «Достоинство и правда». В целях обеспечения выполнения требований было объявлено о создании Совета национального спасения.
После двух часового протеста сторонники оппозиции двинулись к Национальному центру по борьбе с коррупцией, требуя отставки директора центра Виорела Кетрару. Затем протестующие направились на улицу Каля Ешилор, где перекрыли въезд в город на час.
Вернувшись на центральную площадь Кишинёва, манифестанты объявили об ультиматуме: их требования должны быть рассмотрены и должен быть дан ответ властей до 17:00 28 января, в противном случае протестующие перейдут к более решительным действиям.

### Март — Ноябрь
4 марта Конституционный суд Молдавии постановил, что президентские выборы снова будут проходить прямым голосованием. Первые с 1996 года всенародные выборы президента должны состояться 30 октября.
27 марта в Кишинёве прошли митинги сторонников и противников объединения Молдавии с Румынией. Тем временем в молдавской прессе был опубликован "план включения территории между Днестром и Прутом в состав Румынии, ЕС и НАТО". Молдавские социалисты будут требовать поддержку государственности, выступление против объединения Молдавии с Румынией, а также требовать организации досрочных парламентских выборов вместе с президентскими.
27 апреля участники антиправительственного протеста в Кишиневе окружили здание правительства Молдавии.Организаторами антиправительственного митинга в Вербное воскресенье выступила оппозиционная правоцентристская платформа DA ("Достоинство и правда"). В ходе протеста была принята резолюция митинга с требованием отставки правительства и проведения досрочных парламентских выборов вместе с президентскими.Сотни полицейских в несколько рядов выстроились в плотный кордон между протестующими и зданием кабмина республики. Они оснащены щитами, касками и спецсредствами.Протестующие скандируют: "Мы не сдаемся", "Досрочные выборы", "Отставка", "Позор". Активисты платформы DA призвали участников митинга протестовать мирно. На этой акции прошли столкновения с полицией.Протестующие бросали в полицию камни. Также протестующие провели пикет у офиса Плахотнюка. После чего направились обратно на центральную площади Кишинева, однако они опять остановились у дома вице-председателя Демпартии. Через несколько дней против участников этой акции начались репрессии.

## Оценки
- По мнению молдавского оппозиционера Марка Ткачука, в ходе данных протестов используются те же лозунги, что и в ходе протестов 2010—2014 годов, организовывавшихся коммунистами, но имеется существенное различие, по словам Ткачука: «Это первый за последние годы молдавский протест, получивший западную легитимность»[29].

## Работа СМИ
21-22 января 2016 года журналисты российских телеканалов «Lifenews», «Россия-24», Первого канала, ВГТРК, Царьград ТВ и РЕН ТВ, а также агентств ТАСС и РИА Новости были высланы из страны или получили отказ во въезде. Причинами назывались отсутствие формулировки цели визита и работа без официальной аккредитации со стороны МИД, отдельные журналисты получили запрет на въезд в страну на пять-десять лет. Представитель ОБСЕ по свободе СМИ Дунья Миятович призвала власти Молдавии не препятствовать работе журналистов.
22 января 2016 года в Кишиневе у здания общественного телевидения «Молдова 1» состоялся митинг с требованием отставки руководства этого СМИ и предоставлением эфира представителям оппозиции, а также возобновления вещания телеканала Jurnal TV.